# 330420 Tomroman
330420 Tomroman è un asteroide della fascia principale. Scoperto nel 2007, presenta un'orbita caratterizzata da un semiasse maggiore pari a 2,7181728 UA e da un'eccentricità di 0,1010482, inclinata di 6,83409° rispetto all'eclittica.